# ابن البني
أبا جعفر أحمد بن محمد البني اليعمري الأبدي المعروف بابن البَنِّي (توفي 488هـ أو 490هـ) أديب أندلسي زمن المرابطين، كان شاعرا هَجَّاء وغَزَّال، تبوأ الغزل مكانا ملحوظا في أعماله، مشكلا نصف مجموع شعره، ولكثرة هجائه وُصف ب«خبيث اللسان». يعود لقبه البني نسبة إلى بِنة والأبدي نسبة إلى أُبَّدة وذكره السيوطي باسم «البلنسي البنيني». وبما أنه يعمري فإن نسبه عربي يرجع إلى بني ضبيعة بن ربيعة بن نزار، وأهل أبدة ينسبون إلى بني يعمر بن مالك. تفقه على يد ابن رزق القرطبي، وهو من شيوخ المالكية. استقر بميورقة ويابسة وكان مثقفا حرا «لا يبالي بأي مذهب». وكان مولعا بالغلمان يتغزل بهم، وغزله مستقل مقصود لذاته، لم يكن تقليدا في مقدمة المدائح.
وصفه محمد رضا الشبيبي بالشاعر الثائر لانتقاده سياسة المرابطين زمن الأمير علي بن يوسف نظرا لإبعاد أعلام الأدب من مجالس السلطان وتقريبه للفقهاء، الذين كانت علاقتهم سيئة للغاية بابن البني، خصوصا مع ابن حمدين، كبير قضاة الأندلس، لدرجة أن المراكشي يرجح أنه المقصود في هذا البيت لابن البني:
كانت تربطه علاقة صداقة ب«حكيم الأندلس» أبو الصلت، وقد مدحه هذا الأخير مشيرا لكثرة أسفاره وتنقلاته. كما كانت تجمعه علاقة احترام وتقدير مع الأديب الفتح بن محمد بن خاقان، الذي حل بجزيرة ميورقة سنة 503هـ/ 1109م، نفس السنة التي سيغادر فيها ابن البني الجزيرة، لكن ذلك لم يباعد بين الصديقين. توفي عندما دخل إل سيد قامبياطور مدينة بلنسية وأمر بحرق جماعة من أعيانها.